# 长眼对虾属
长眼对虾属（学名：Miyadiella）是对虾科下的一个属。现接受名为异对虾属（Atypopenaeus Alcock, 1905）。

## 下属物种
本属包括以下物种：
- 长眼对虾 Miyadiella podophthalmus (Stimpson,1860)